# Iousaas
Iousaas est une déesse de la mythologie égyptienne.
Son iconographie est proche de celle d'Hathor, c'est-à-dire une femme, la tête surmontée des cornes lyriformes enserrant le disque solaire. Elle peut aussi porter une couronne d'uræi ou un scarabée sur sa tête. Elle est représentée sur le mur ouest de la première salle hypostyle du temple de Séthi Ier à Abydos.
Son nom se traduit de plusieurs manières : « Elle est (ou elle vient) quand elle est déjà grande » ou encore « [Quand] elle vient, elle est [déjà] grande ». Elle est nommée aussi « Main de dieu », titre qu'elle partage avec Hathor pour avoir stimulé le démiurge Atoum lors de la création (en l'incitant à la masturbation qui est à l'origine du premier couple divin, Shou et Tefnout).
Dans le lexique égyptien hiéroglyphique-allemand de Rainer Hannig, un livre de référence pour les égyptologues germanophones, Yousou (Jwsȝw) signifie « Masturbateur », une épithète du dieu Atoum. Le nom « Main de dieu » utilisé pour honorer la déesse, lié à la fonction d'assistante au démiurge semble dériver directement de là. Hans Bonnet dans Lexikon der ägyptischen Religionsgeschichte donne encore plus de détails sur le nom et la fonction de cette déesse.